# 大久保青園
大久保 青園（おおくぼ せいえん、1896年〈明治29年〉3月26日 - 没年不詳）は昭和時代の女性日本画家。本名、フミ。

## 来歴
鏑木清方の門人。東京の日本橋に生まれる。実家は日本橋横山町で眼鏡商をしていた。18歳の時に烏合会の村岡応東の紹介により清方に入門し、主に清方門下らによる郷土会展において活躍している。
青園は1916年の第2回郷土会展に「裏二階」、「白きベッド」を出品した後、翌1917年の第3回郷土会展に「芝居茶屋の静な昼」を、1918年の第4回郷土会展に「青梅の実る頃」という作品を出品している。その後、1924年の第9回郷土会展には「友の像」を、翌1925年の第10回郷土会展には「蒼空」という作品を出品したことが知られているが、その後の消息は不明である。画風は大胆でかつ濃艶な傾向を示しており、柿内青葉と並んで同門の閨秀画家のなかでは異彩を放っていたとされる。1932年当時、清方門下の女性画家のなかで最年少で美人の一人であったといわれる。